# Schron amunicyjny „Bronowice”

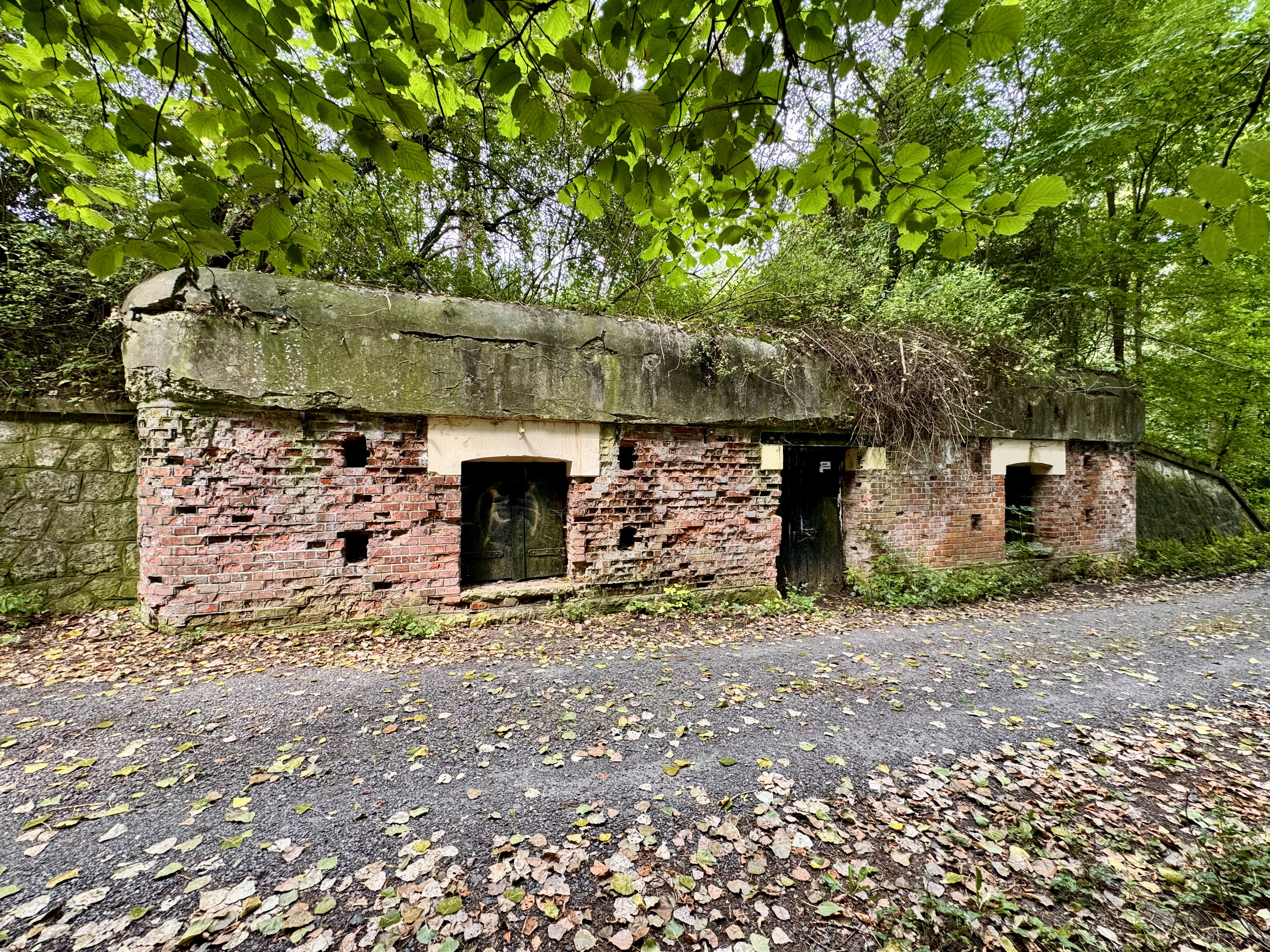
Schron w 2024

Schron amunicyjny „Bronowice" – obszar warowny w Twierdzy Kraków.
Jest to niszczejący, ale jeszcze dobrze zachowany obiekt zlokalizowany przy ul. Włodzimierza Tetmajera w Krakowie.
W pobliżu znajduje się źródełko z wodą zdatną do picia.